# Rue Salneuve
La rue Salneuve est une rue du 17e arrondissement de Paris.

## Situation et accès
Elle est desservie par la ligne 2 à la station Rome.

## Origine du nom
La rue tire son nom de celui d'un ancien habitant de la rue, Jean-Félix Salneuve[réf. nécessaire].
Né le 10 septembre 1794 à Paris, élève à l'Ecole Polytechnique, ingénieur géographe, professeur de topographie et géodésie à l’École de Guerre, il s'installe aux Batignolles dans la rue qui porte son nom et entre au conseil municipal comme adjoint au maire vers 1835. Il s'y oppose souvent au maire Auguste Balagny jusqu'au mariage de leurs enfants.
De sa première union avec Marie Angélique Monard, il a un fils, Victor Émile (1822-1825).
Veuf le 17 janvier 1842, il se remarie le 15 juin 1843 à Paris avec Élisabeth Mansuy dont il a une fille, Berthe (1844-1921) qui épousera le 2 juillet 1872 à Maule Georges Balagny (1837-1919).
Il meurt le 1er décembre 1862 à son dernier domicile au 17 rue Puteaux à Paris 17e, chef d'escadron à l’État-major en retraite, officier de la Légion d'honneur. Il est enterré au cimetière des Batignolles.

## Historique
Cette rue, située sur l'ancienne commune des Batignolles, est indiquée sur le plan de Jouvin de Rochefort de 1672, sous le nom de « chemin de Clichy à Monceau ».
Son aménagement a fait disparaître l'impasse Faldony qui débouchait au no 20, tandis que les ateliers du chemin de fer et la gare de marchandises ont absorbé la section nord du chemin.
D'abord appelée rue de Clichy en 1835, elle prend sa dénomination actuelle en 1850 et est classée dans la voirie parisienne par décret du 23 mai 1863.

## Bâtiments remarquables et lieux de mémoire
no 11 : Georges Balagny y a vécu.